# Oskar Fritz Beier
Oskar Fritz Beier (* 5. Februar 1908 in Dresden; † 12. April 1972 ebenda) war ein akademischer Glasmaler und Glasschleifer in Dresden.

## Leben
Beier war der jüngste Sohn des Dresdner Glaserobermeisters Oskar Beier, in dessen 1899 gegründeten Werkstätten 1909 die  Jugendstil-Bleiglasfelder der Kirche zu Graupa gefertigt wurden. Dank der Unterstützung seines Vaters, der das künstlerische Talent des Sohnes förderte, konnte Oskar Fritz Beier, nachdem er von 1922 bis 1925 in der elterlichen Glaswerkstatt Beier&Walther, Dresden-Johannstadt, Dürerplatz 10, die Grundfertigkeiten des Glasers erlernt hatte, an mehreren Studienorten seiner künstlerischen Ausbildung nachgehen.
Zunächst studierte er an der Dresdner Kunstgewerbeakademie vom Frühjahrssemester 1925 bis zum Sommersemester 1927 bei den Professoren Goller und Guhr vor allem Glasmalerei und Glasgravur. Zu seinen Mitschülern gehörten der Glasgraveur Richard Süßmuth und die Glasgestalterin Irmgard Kotte. Im Anschluss an die Dresdner Studienzeit wirkte Oskar Fritz Beier als Meisterschüler an der Werkschule Köln bei Jan Thorn-Prikker, einem Glasmaler.
Die nächste Studienstation war die Kunstgewerbeschule Stuttgart bei Wilhelm v. Eiff. Danach kehrte er wieder in den väterlichen Betrieb in Dresden zurück, der 1945 total zerstört wurde. 1939 wurde er zum Kriegsdienst nach Norwegen eingezogen, 1948 kam er aus der französischen Kriegsgefangenschaft zurück. In Kriegs- und Gefangenenzeiten entstanden vor allem Aquarelle und er verdiente sich in französischer Gefangenschaft durch künstlerische Dekorationsmalerei ein Zubrot.
Nach der Rückkehr gründete Oskar Fritz Beier 1948 eine Kunst- und Bauglaserei in der Dresdner Südvorstadt, in einem der wenigen noch nutzbaren Gebäude, dem Kontor-Gebäude einer ehemaligen Reemtsma-Zigarettenfabrik, Chemnitzer Straße 4 b. Dort wurde zunächst mit Bauglaserei begonnen. Ende der 1960er Jahre wurde die Chemnitzer Straße in Budapester Straße umbenannt, das Gebäude erhielt die Haus-Nr. 26. Dieses denkmalgeschützte Gebäude wurde 2001 abgerissen. Mit Beginn der späten 1950er Jahre konnte sich Oskar Fritz Beier wieder verstärkt künstlerischen Arbeiten zuwenden und betrieb diese neben der Bauglaserei bis zu seinem Tod nach schwerer Krankheit im April 1972. Er wohnte bis dahin in der Königsberger Straße 6 in Bühlau.

### Post mortem

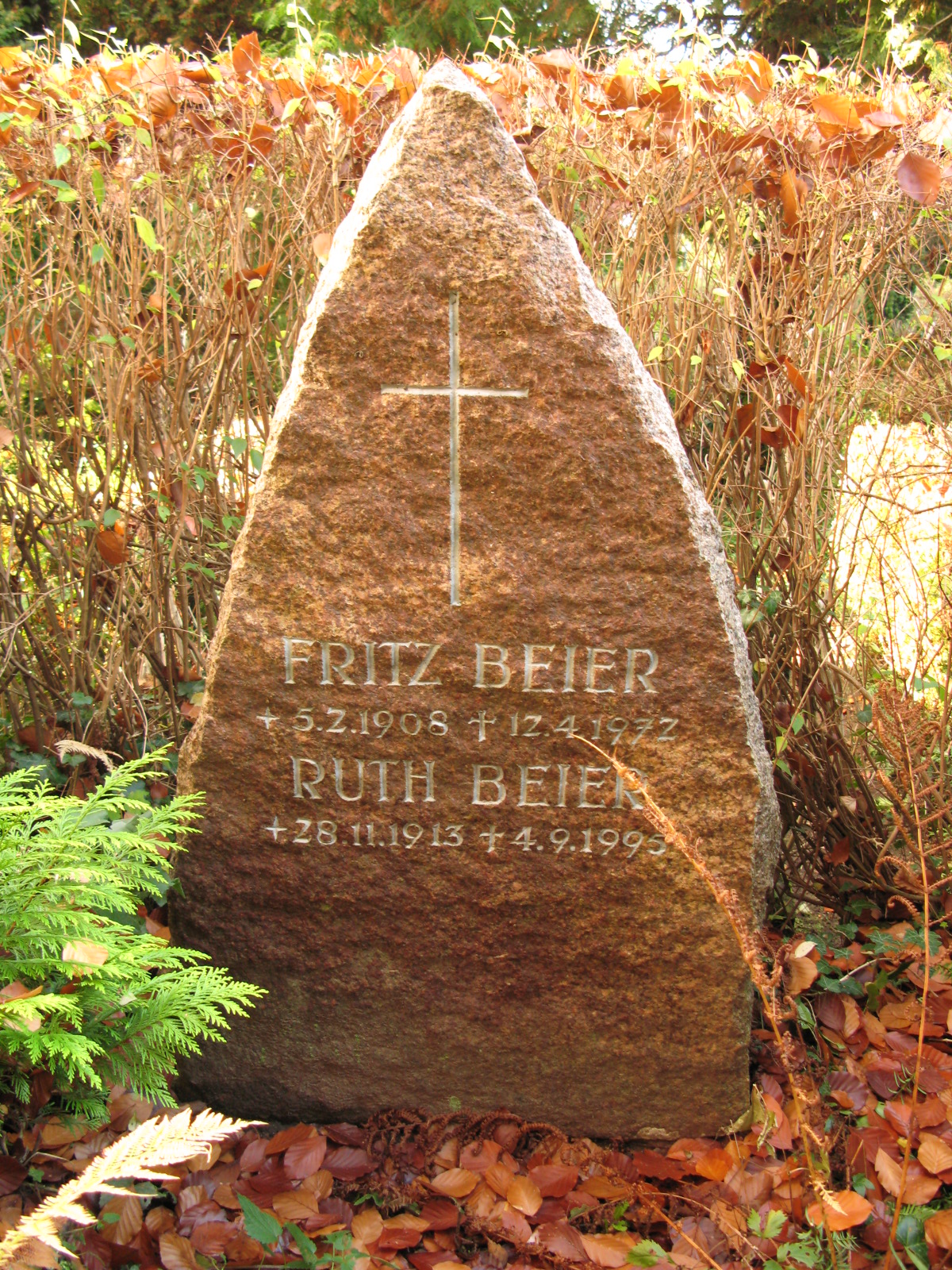
Grab von Oskar Fritz Beier in Dresden-Bühlau

Nach seinem Tod konnte die Witwe, Ruth Beier, unter Mitarbeit eines betriebszugehörigen Glasermeisters die Geschäfte ein Jahr lang weiterführen. Mit Hilfe der Stammmannschaft wurden begonnene Arbeiten vollendet, beispielsweise 1972/1973 die Neugestaltung der Bleiglasfelder der Lukaskirche zu Dresden nach Entwürfen von Werner Juza und die Ausführung der Bleiglasfenster der Kreuzkirche in Seifhennersdorf, deren Entwürfe vom Schweizer Künstler Willy Fries stammten. Im Jahr 1973 wurde der Betrieb an den VEB Denkmalpflege Dresden übergeben, weil beide Töchter keine handwerklich-künstlerischen Berufe ergriffen hatten. Beiers Grab findet man auf dem Bühlauer Friedhof.

## Werk
Baugebundene Kunstglasarbeiten, ausgeführt und zum Teil auch entworfen von Oskar Fritz Beier, sind vor allem in Sachsen im sakralen, öffentlichen und privaten Bereich zu finden. Die plastischen Glas- und Steinschliffarbeiten wie figürliche Darstellungen, Hohlgläser als Vasen bzw. Dosen, Porträt-Hochreliefschliffe, Tiefschliffe und Schmuckelemente befinden sich weitestgehend in Privatbesitz, aber auch im Staatlichen Kunstgewerbemuseum Pillnitz bzw. im Augustinermuseum zu Freiburg im Breisgau. Sämtliche Hinterglasmalereien befinden sich in Privatbesitz.
In Zusammenarbeit mit der evangelischen Kirche Sachsens, hier vor allem mit Christian Rietschel, dem Architekten Fritz Steudtner, dem Grafiker Paul Sinkwitz und mit den Kunstmalern Werner Juza und Hans Jüchser sowie Helmar Helas entstanden Bleiglasfelder für verschiedene sächsische bzw. Dresdner Kirchen. Zu ihnen gehören unter anderen St. Annen zu Annaberg, der Dom zu Freiberg, die Basilika zu Wechselburg, die Stadtkirche zu Wilthen, die Friedenskirche zu Radebeul und die Trinitatiskirche in Riesa.
In Dresden sind es die Bethlehemkirche in Tolkewitz, die Lukaskirche in der Südvorstadt (Entwürfe: Juza), die Friedenskirche in Löbtau, die Martin-Luther-Kirche und Garnisonkirche St. Martin in der Neustadt, die Thomaskirche in Gruna, die Nazarethkirche in Seidnitz,  die Reformierte Kirche an der Brühlschen Terrasse (Eigenentwurf, Altarbild, bestehend aus drei vierteiligen Feldern, Glastiefschliff, anlässlich des Umbaus in den 1990er Jahren ausgebaut), außerdem das Diakonissenkrankenhaus/Krankenhauskirche in der Neustadt und die Friedhofskapelle Bühlau.
Im öffentlichen Bereich wurden etwa für das Kurmittelhaus Bad Elster (Eigenentwurf, Glastiefschliffarbeiten), die Siemens-Glashütte in Freital (Eigenentwurf, Bleifelder) und das VEB Braunkohlenkombinat Regis, Kraftwerk Phönix (Glasklebearbeit, Entwurf Rudolf Sitte) Arbeiten geschaffen. Anfang der 50er Jahre wurde das große Bleiglas-Fenster des Wasserwerkes Dresden-Coschütz gestaltet. Außerdem wurden Kulturhäuser in Eisenhüttenstadt (Eigenentwurf, mehrere Glastiefschliffe mit Darstellungen aus Flora und Fauna), ein Studentenwohnheim in Dresden, Hoyerswerdaer Str. (farbige Glasklebearbeit, Entwurf: Hermann Naumann) und Teplitzer Str., die Gaststätten „Nürnberger Ei“, „Astoria“ und „Hansa-Hotel“ in Dresden, das Aquarienhaus des Dresdner Zoos (drei runde Tiefschliff-Gläser, ca. 80 cm Durchmesser mit Tiermotiven, Eigenentwurf) ausgestaltet. An der Restaurierung der Meißner Burg von 1969 bis 1971 wurde mitgewirkt.
In privaten Bereich finden sich Ausgestaltungen von Villen in Dresden und Umgebung. So in Rochwitz auf dem Bühlauer Weg, auf der Königsberger Straße 12 (Haus Dr. med. Kintzel, 1995 abgerissen), in den Häusern der Professoren Peter Glatte, Kleine-Natrop, im Haus Dr. Wilfried Schuster, Frauenstein (Bleiglasfeld), sowie im eigenen Wohnhaus auf der Königsberger Straße 6 (Treppenaufgang: Wappenfenster, Bleiglas; Badräume: Schliffarbeiten).

### Werke (Beispiele)
- Bleiglasfenster „Fische“ 1966 (Durchmesser ca. 60 cm, baugebunden)
- Glasplastik (Schliff) „Fisch“ 1964 ca. 12 cm
- Bleifeld „Hl. Franziskus“ 1968 (ca. 20 × 25 cm, Hänger)

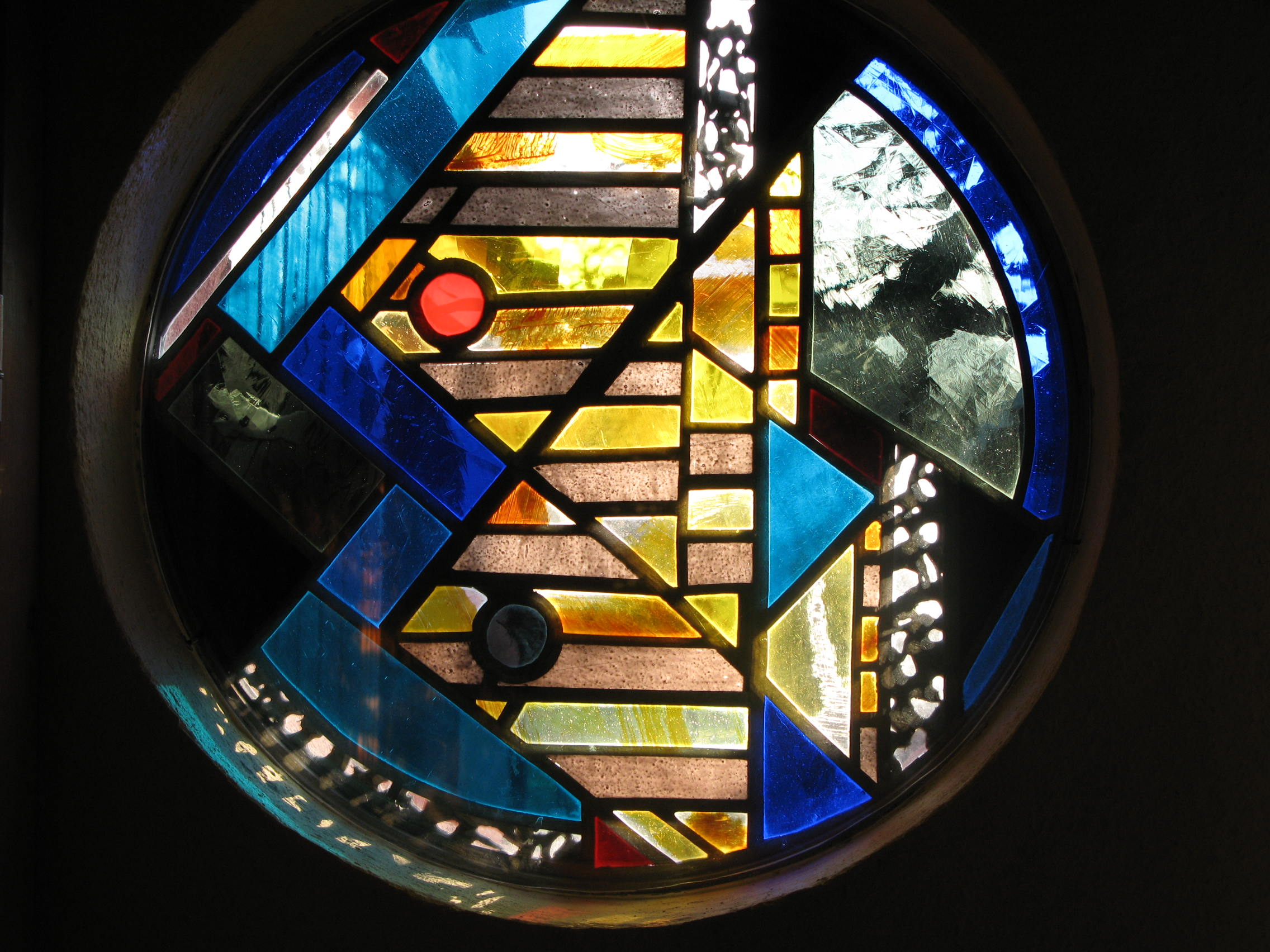
Bleiglasfenster „Fische“
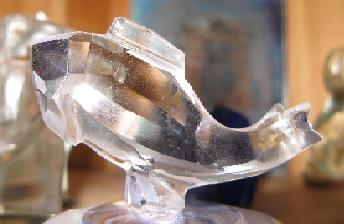
Glasplastik „Fisch“
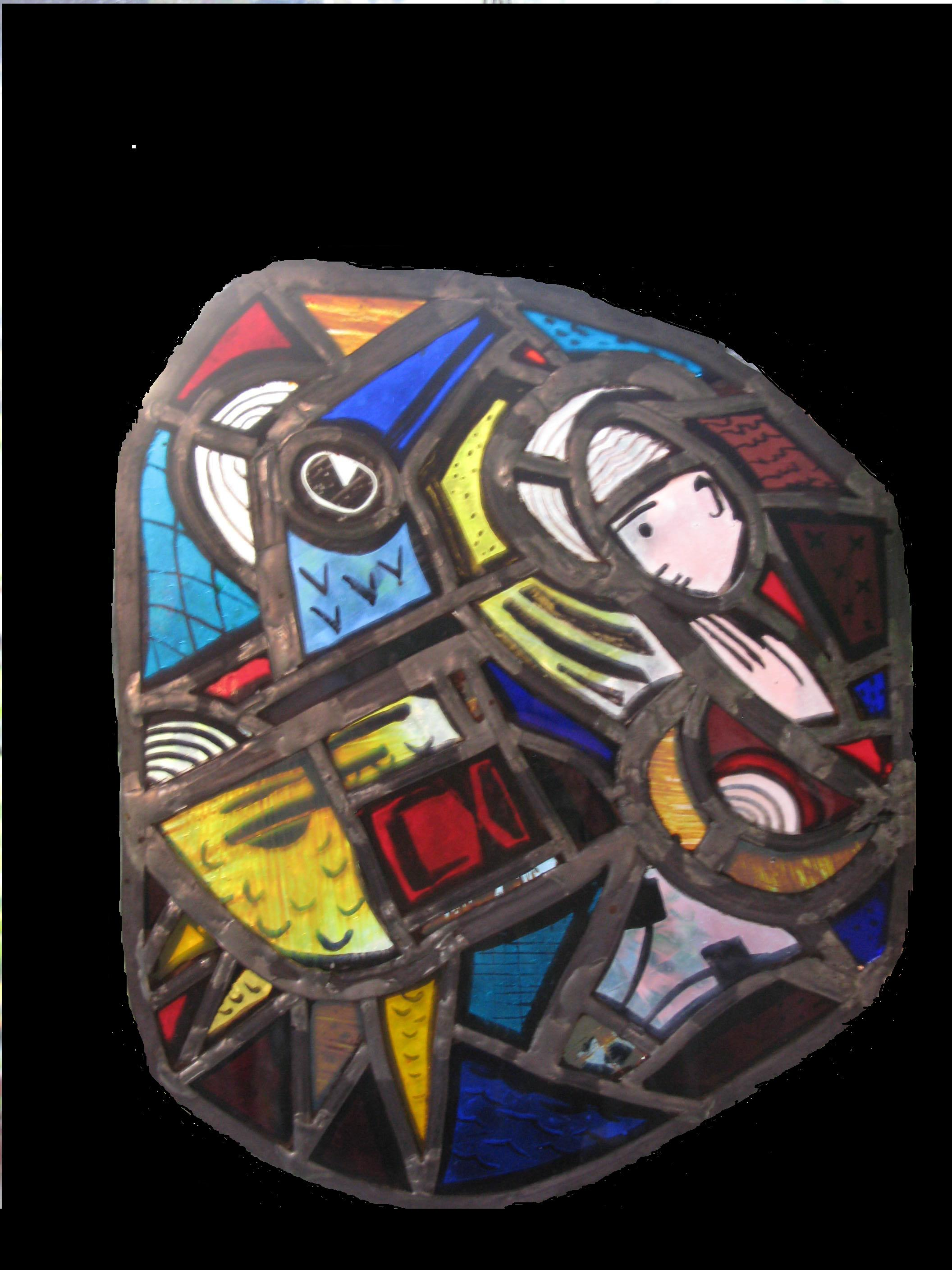
Bleiglashänger „Franziskus“

### Ausstellungen
- vor dem Zweiten Weltkrieg in Dänemark und Schweden: Glasmalerei, -tiefschliffe,-radierungen, Hinterglasmalerei, Hohlgläser, Glasplastiken, Portrait-Hochschliffe, Hohlgläser, Glas-Goldradierungen, Edelsteinschliffe, Linolschnitte
- 1955 Predigerkloster Erfurt
- 1956 im Kulissenhaus Weimar, geschliffene Glasplastiken, Hohlgläser, Hinterglasmalerei, Bleiglasmalerei
- 1958 Galerie Wort und Werk Leipzig, geschliffene Glasplastiken, Hohlgläser, Hinterglasmalerei, Bleiglasmalerei,
- 1963 Galerie Kunst der Zeit Dresden
- 1963/65 in der Dresdner Kreuzkirche (Kunstdienst der evangelischen Kirche Sachsens), geschliffene Glasplastiken, Hinterglasmalerei, Bleiglasmalerei, Tafelmalerei,
- 1965 Augustinerkloster Erfurt
- 1965 Stadthalle Dresden
- 1970 Staatliche Kunstsammlungen Dresden, Kunstgewerbemuseum Pillnitz, Wasserpalais
- 1990 Augustinermuseum Freiburg i. Br. postum anlässlich einer Wilhelm v. Eiff-Gedenkausstellung einige Glasschliffarbeiten (Plastiken und Hohlgläser).